# Jocelyne Dakhlia
Jocelyne Dakhlia, née en 1959 à Bourg-en-Bresse, est une historienne et anthropologue franco-tunisienne.

## Biographie
Née en 1959 à Bourg-en-Bresse, d'un père tunisien et d'une mère française, elle vit en Tunisie jusqu'à la fin de ses études secondaires. Elle prépare ensuite et passe avec succès le concours d'entrée à l'École normale supérieure de Fontenay-aux-Roses.
Après sa thèse, fruit d'un travail de terrain dans le Jérid tunisien relaté dans L'Oubli de la cité, son premier livre, elle devient maître de conférences, puis directrice d'études à l'École des hautes études en sciences sociales.
Elle est membre du comité de direction de la revue Annales HSS. Par ailleurs, elle intervient fréquemment dans les débats concernant la Tunisie contemporaine, ou la perception de l'islam en Europe.
Elle est membre de la commission française pour l'Unesco ainsi que du conseil scientifique du musée des Civilisations de l'Europe et de la Méditerranée.
Elle est cosignataire, avec un collectif d'intellectuels, d'une tribune parue le 11 février 2016 dans le quotidien Le Monde intitulée « Nuit de Cologne : « Kamel Daoud recycle les clichés orientalistes les plus éculés » ».
Lors de l'élection présidentielle de 2022, elle apporte son soutien à Jean-Luc Mélenchon.

## Publications
Elle a notamment publié les ouvrages suivants :
- L'Oubli de la cité, Paris, La Découverte, 1990, 325 p. (ISBN 978-2707119117)[7].
- Le divan des rois : le politique et le religieux dans l'Islam, Paris, Aubier, 1998, 427 p. (ISBN 978-2700722932)[8].
- L'empire des passions : l'arbitraire politique en Islam, Paris, Aubier, 2005, 304 p. (ISBN 978-2700723465)[9].
- Islamicités, Paris, Presses universitaires de France, 2005, 161 p. (ISBN 978-2130550952)[10],[11].
- Lingua franca : histoire d'une langue métisse en Méditerranée, Arles, Actes Sud, 2008, 591 p. (ISBN 978-2742780778)[12],[13],[14],[15]. Prix Thorlet 2009 de l'Académie des sciences morales et politiques
- Tunisie, le pays sans bruit, Arles, Actes Sud, 2011, 118 p. (ISBN 978-2330001223)[16].
- Les musulmans dans l'histoire de l'Europe, t. 1 : Une intégration invisible, Paris, Albin Michel, 2011, 646 p. (ISBN 978-2226208934), avec Bernard Vincent.
- Les musulmans dans l'histoire de l'Europe, t. 2 : Passages et contacts en Méditerranée, Paris, Albin Michel, 2011, 650 p. (ISBN 978-2226209115).

## Entretien
- [vidéo] Le Média, « Harems et sultans : l'Orient fantasmé par l'Occident, aux origines de l'islamophobie », sur YouTube, 10 mai 2025.